# Скулкілл Тауншип (округ Честер, Пенсільванія)
Скулкілл Тауншип (англ. Schuylkill Township) — селище (англ. township) в США, в окрузі Честер штату Пенсільванія. Населення — 8780 осіб (2020).

## Демографія
Згідно з переписом 2010 року, у селищі мешкало 8516 осіб у 2977 домогосподарствах у складі 2305 родин. Було 3082 помешкання
Расовий склад населення:
| - 91,7 % — білих - 4,0 % — азіатів - 2,1 % — чорних або афроамериканців - 0,1 % — корінних американців |

До двох чи більше рас належало 1,5 %. Частка іспаномовних становила 2,6 % від усіх жителів.
За віковим діапазоном населення розподілялося таким чином: 26,9 % — особи молодші 18 років, 60,4 % — особи у віці 18—64 років, 12,7 % — особи у віці 65 років та старші. Медіана віку мешканця становила 41,3 року. На 100 осіб жіночої статі у селищі припадало 101,5 чоловіків;  на 100 жінок у віці від 18 років та старших — 102,0 чоловіків також старших 18 років.
Середній дохід на одне домашнє господарство  становив 159 215 доларів США (медіана — 128 000), а середній дохід на одну сім'ю — 172 748 доларів (медіана — 149 567). Медіана доходів становила 100 750 доларів для чоловіків та 75 094 долари для жінок. За межею бідності перебувало 3,6 % осіб, у тому числі 2,2 % дітей у віці до 18 років та 4,6 % осіб у віці 65 років та старших.
Цивільне працевлаштоване населення становило 4317 осіб. Основні галузі зайнятості: освіта, охорона здоров'я та соціальна допомога — 25,0 %, науковці, спеціалісти, менеджери — 16,7 %, фінанси, страхування та нерухомість — 12,5 %, виробництво — 11,9 %.